# Ilinca Manolache
Ilinca Manolache (n. 1 august 1985, București, România) este o actriță română de teatru și film, membră a Academiei Europene de Film.

## Biografie
Ilinca Manolache este fiica actorilor Dinu Manolache și Rodica Negrea.
Din perioada liceului începe să joace la Teatrul Podul al lui Cătălin Naum de la Casa de Cultură a Studenților „Grigore Preoteasa” din București. Ea a absolvit Facultatea de Teatru a Universității Naționale de Artă Teatrală și Cinematografică „I.L. Caragiale” din București, clasa prof. Adrian Pintea, Florin Grigoraș și Mihai Constantin. 

### Carieră în teatru
Din 2008 Ilinca Manolache s-a angajat la Teatrului mic din București, teatrul unde au jucat și părinții ei. La teatrul mic ea a jucat în roluri precum Helena în 2011 în „Visul unei nopți de vară" după William Shakespeare în regia Gelu Colceag, Vivie Warren în 2012  în „Profesiunea doamnei Warren" de George Bernard Shaw, regia Claudiu Istodor, Alexa în 2015 în „Casa cu pisici" de Radu Iacoban.
În 2016 ea câștigă Premiul UNITER pentru Cea mai bună actriță în rol secundar cu  Anul dispărut. 1989, un spectacol de Peca Ștefan, montat la Teatrul Mic de Ana Mărgineanu.
Manolache colaborază și cu teatre independente precum Teatrul Luni de la Green Hour. În 2020, ea a colaborat cu Centrul Național al Dansului București unde, împreună cu Oana Maria Zaharia și Corina Sucarov  au pus în scenă spectacolul activistei pentru educație sexuală Adriana Radu, Portret al artistei ca tânără influenceriță. Acest spectacol a adus-o pe Manolache mai aproape mediul online.

### Carieră cinematografică
Ilinca Manolache a interpretat roluri în filmele lui Radu Jude Îmi este indiferent dacă în istorie vom intra ca barbari (2018) și  Babardeală cu bucluc sau porno balamuc (2021).
Împreună cu actrița Ruxandra Maniu, Ilinca Manolache realizează în 201 totzik1, un proiect social media care caricaturiza violența verbală la care sunt supuse femeile zi de zi. Radu Jude îi propune lui Manolache să preia personajul Bobiță creat de ea în Totzik și să îl facă personaj în  filmul lui Nu aștepta prea mult de la sfârșitul lumii (2023).

## Recunoaștere
În 2016, a primit Premiul UNITER pentru Cea mai bună actriță în rol secundar, pentru rolurile din spectacolul „Anul dispărut. 1989”.
Pentru rolul din Nu aștepta prea mult de la sfârșitul lumii  ea a primit din partea International Cinephile Society premiul  Breaktrough performance 2023, premiul Gopo pentru cea mai bună actriță în 2024 și premiul pentru interpretare feminină în cadrul Premiilor Uniunii Cineaștilor din România.